# Monitor Latino
Monitor Latino è un progetto che si occupa di stilare le classifiche musicali ufficiali di diciotto paesi americani con sede a Guadalajara, in Messico.
Lanciato nel 2003, Monitor Latino tiene in considerazione l'airplay radiofonico nello stilare le sue classifiche. Ogni lunedì vengono pubblicate le top 20 di Messico, Repubblica Dominicana, Guatemala, El Salvador, Honduras, Nicaragua, Costa Rica, Panama, Venezuela, Colombia, Ecuador, Perù, Bolivia, Paraguay, Cile, Argentina e Uruguay, nonché la classifica dei brani più popolari nelle stazioni radiofoniche di musica latina presenti negli Stati Uniti. Monitor Latino pubblica inoltre una classifica annuale per tutti i paesi in cui opera con i cento brani più riprodotti in radio nel corso dell'anno precedente.
La American Society of Composers, Authors and Publishers sponsorizza la Monitor Latino Convention, una cerimonia di premi musicali annuale che si tiene a Los Angeles.